# IC 4674
IC 4674 ist eine Balken-Spiralgalaxie vom Hubble-Typ SBcd im Sternbild Pfau am Südsternhimmel. Sie ist schätzungsweise 187 Millionen Lichtjahre von der Milchstraße entfernt. Die Entfernungsmessungen basierend auf den Radialgeschwindigkeiten stimmen nicht mit den rotverschiebungsunabhängigen Entfernungsschätzungen von 116 ± 31 Millionen Lichtjahren überein.
Das Objekt wurde am 19. Juli 1901 vom US-amerikanischen Astronomen DeLisle Stewart entdeckt.